# Basílica de los Apóstoles Pedro y Pablo en Strzegom
La basílica colegial de San Pedro y Pablo en Strzegom es una iglesia polaca de estilo gótico situada en el decanato de Strzegom, en la diócesis de Świdnica en Baja Silesia. Inicialmente, la iglesia pertenecía a la Orden de Malta y la parroquia fue fundada en el siglo XVI. Desde 2002, la iglesia tiene la condición de basílica menor y el 13 de abril de 2017 fue elevada al rango de colegiata. El 22 de octubre de 2012, el edificio fue inscrito en la lista de monumentos históricos. La iglesia es rica en valiosas obras de escultura arquitectónica y artesanía, sobre todo de los siglos XIV-XV.

## Historia
Durante el periodo de las Cruzadas, se establecieron en el Reino de Jerusalén órdenes hospitalarias, entre ellas la posterior Orden de Malta. Tras el colapso de las Cruzadas, los caballeros llevaron a cabo amplias actividades, como, por ejemplo, obras de la construcción en Europa. Recibieron la ciudad de Strzegom en 1180. En la ciudad había una iglesia de San Andrés, destruida por los mongoles durante su invasión de Silesia en 1241. El cuerpo principal de la iglesia se construyó entre los años 1250 y 1390. En el siglo XIII se construyó un nuevo edificio, y finalmente, a principios del siglo XIV, la Orden decidió construir una iglesia más grande con la ayuda financiera tanto de los duques de Świdnica como de los burgueses de Strzegom. La nueva iglesia, de unos 80 m de longitud, se construyó con granito roto, basalto y arenisca utilizada para los elementos decorativos (portales, voladizos). La construcción de la iglesia llevó mucho tiempo, las obras no se terminaron hasta principios del siglo XVI.
El 15 de septiembre de 2002, el papa Juan Pablo II emitió una bula en la que concedía a la parroquia de Strzegom la dignidad de basílica menor. El 13 de abril de 2017, el obispo Ignacy Dec estableció un capítulo colegial en la basílica de Strzegom, y la propia basílica fue declarada iglesia colegial. Es la única colegiata en la diócesis de Świdnica.

## Arquitectura
La iglesia tiene una planta basílical de tres naves con transepto y presbiterio cerrado poligonal. El presbiterio es de tres tramos y el cuerpo de la nave es de cinco tramos. Las naves laterales del lado este están cerradas de tres lados. La fachada occidental tiene dos torres inacabadas (la torre norte, más alta y rematada con una cubierta inclinada, apenas alcanza la altura de la cumbrera de la nave principal; la sur, más baja, sólo alcanza el nivel de la cubierta de la nave lateral). El interior se cubre con bóvedas estrelladas (capillas, intersección de naves), bóvedas de crucería (naves laterales) y bóvedas de red (nave principal) apoyadas en pilares rectangulares. Los nervios transversales de la bóveda descienden hasta los voladizos, algunas de ellas con formas figuradas. Esta estructura de la parte oriental de la iglesia, con un presbiterio con naves laterales, es conocida en Silesia, tanto en iglesias basilicales (Basílica de Santa Isabel de Hungría) como en iglesias de salón (Iglesia de la Santísima Virgen María en la Arena). En el exterior, los muros de la nave se estabilizan con arbotantes. Las cimas de ladrillo del transepto y la fachada occidental están decoradas con mezclas de principios del siglo XVI.

## Escultura arquitectónica
Las tres portadas ricamente talladas con tímpanos constituyen un conjunto de tipos iconográficos medievales poco frecuentes en Polonia. El portal occidental proviene de la década de 1470. El carácter representativo de la entrada viene de la decoración en piedra que consiste en tracería: una estatua de Cristo como juez del mundo, y, junto a él, las figuras de la Virgen María y san Juan el Evangelista. En los campos del arco hay un rico conjunto de bajorrelieves y esculturas plásticas completas dispuestas en dos filas. Representan episodios narrativos de la vida de Pablo de Tarso (incluida la conversión en la puerta de Damasco). Sobre el portal norte, del tercer cuarto del siglo XIV, un tímpano con una representación en relieve de la Coronación de la Virgen por Cristo, debajo la Coronación de Betsabé por Salomón y la Coronación de Ester por Judío errante. Sobre la portada sur, de hacia 1400, hay una escena del Tránsito de María entre los Apóstoles en el tipo de koimesis.

## Decoración del interior

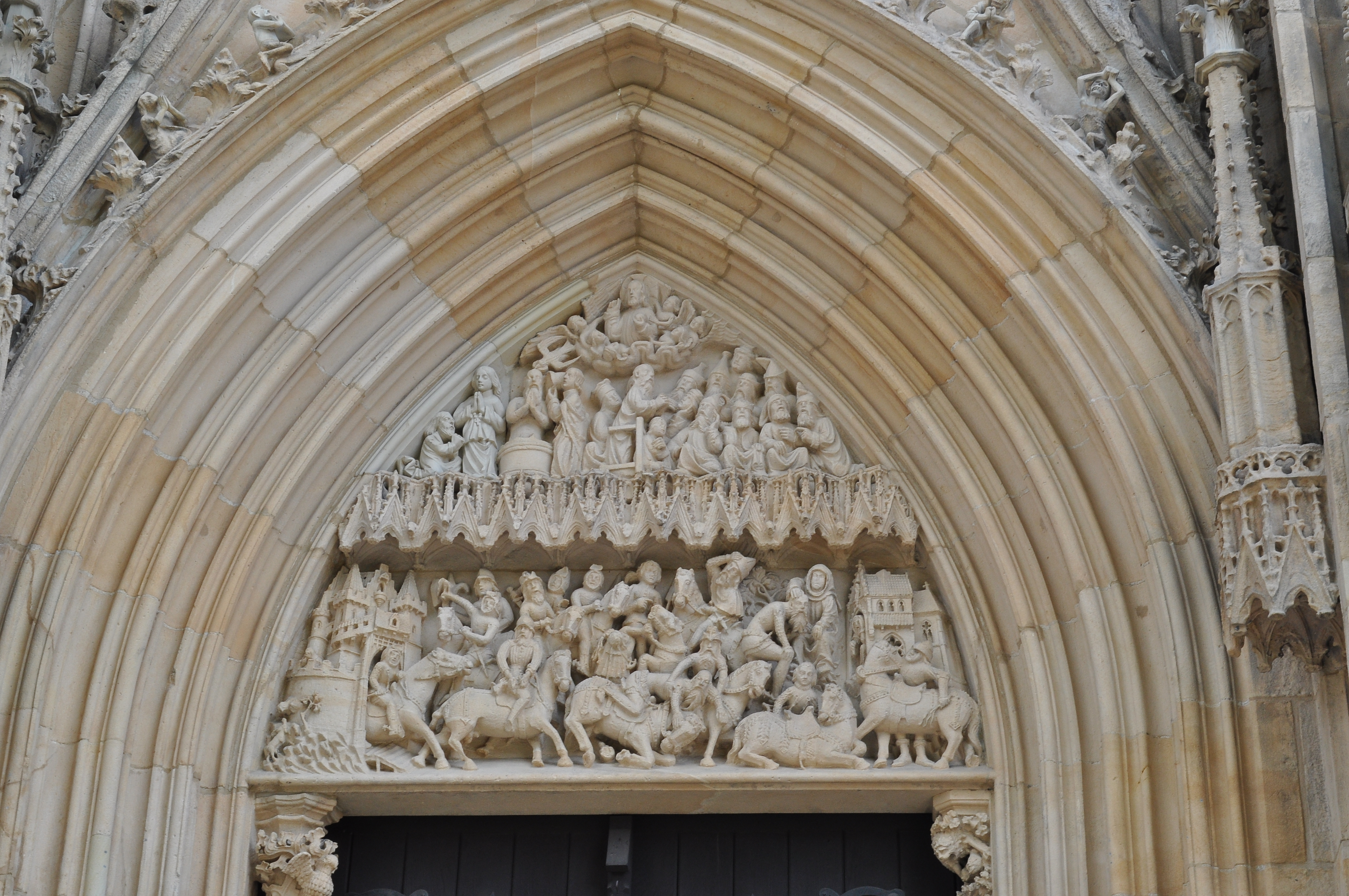
Un fragmento del portal occidental del .: Un tímpano con escenas de la vida de San Pablo

El presbiterio contiene una sedilia de piedra con tres arcadas, un tabernáculo de piedra en forma de torre (altura 4,5 m), realizado por Wolfgang de Viena en la primera mitad del siglo XV, una pila bautismal de piedra del gótico tardío del siglo XVI, así como un púlpito de piedra arenisca de 1592. En varios lugares de las paredes se conservan pequeños fragmentos de policromía de los siglos XIV y XVI. La escultura moderna está representada por un grupo de lápidas y epitafios de los siglos XVI-XVII. El modesto púlpito manierista de 1592 es obra de Casper Berger de Legnica. En el altar principal neogótico hay una estatua gótica de María y el Niño del siglo XV. En la torre hay una campana de iglesia de 1318, que representa una valiosa muestra de fundición de campanas. La campana es una fundición del fraile Przedbór de Widawa y es una de las más antiguas (se dice también entre los campaneros que es la más antigua) de las campanas que siguen sonando en Polonia, y está acompañada por dos campanas más jóvenes —de los años 1405 y 1424—. Todas las campanas tienen inscripciones que incluyen la fecha de su creación.

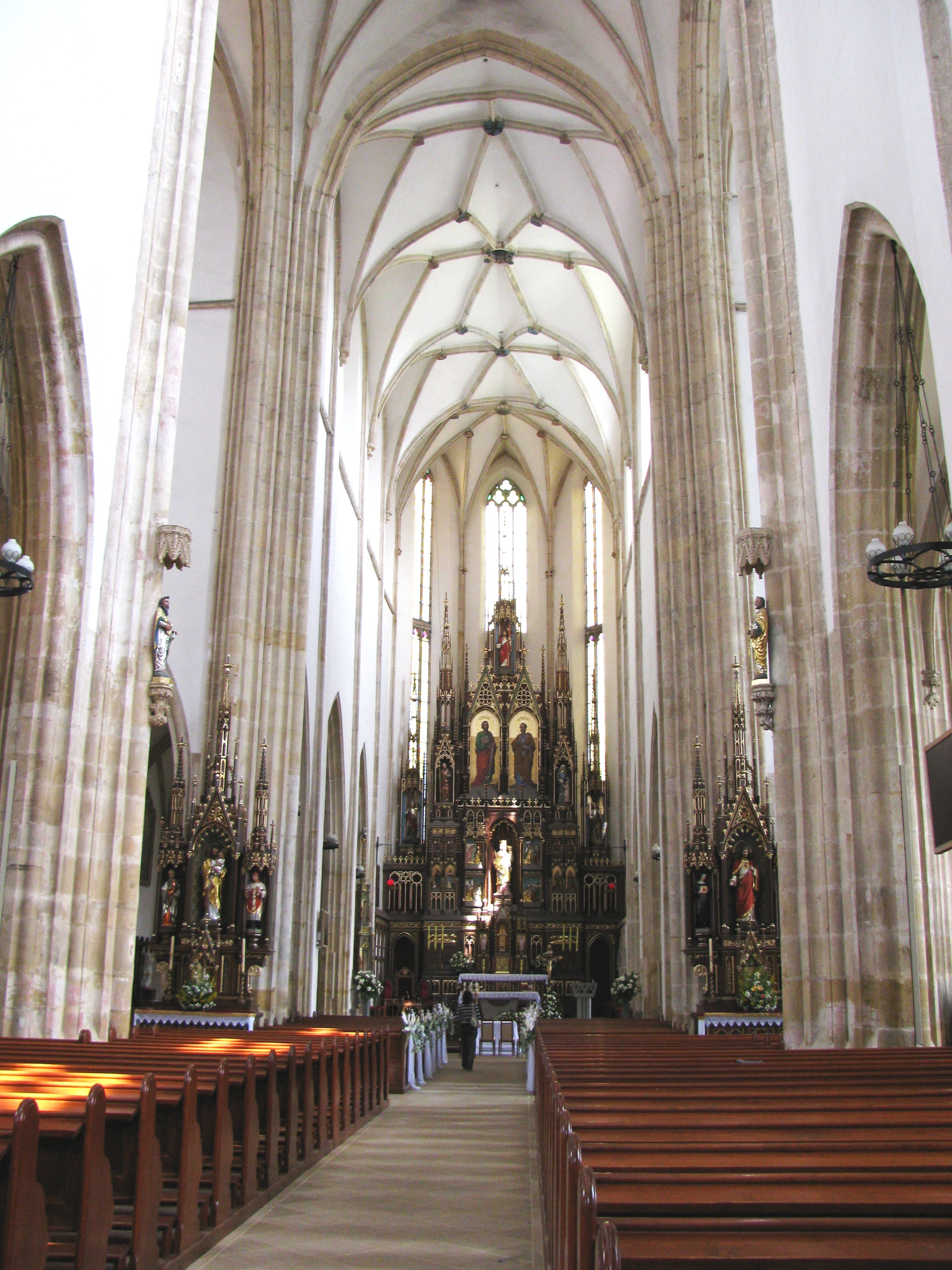
Nave principal

El 12 de marzo de 1997 se colgó en la iglesia la parte superior de la estatua (originalmente hecha de zinc dorado) de Jesucristo de la cruz de hierro colado del año 1850, situado en Góra Krzyżowa (español: Colina de las Cruces). La estatua fue dañada por los soldados soviéticos en 1945: fue partida por la mitad por la explosión de una ametralladora. Su parte inferior se perdió y la parte superior fue encontrada entre los arbustos en 1969 o en los años 70 y se la ocultó en una habitación sobre la sacristía de la iglesia o en el presbiterio.

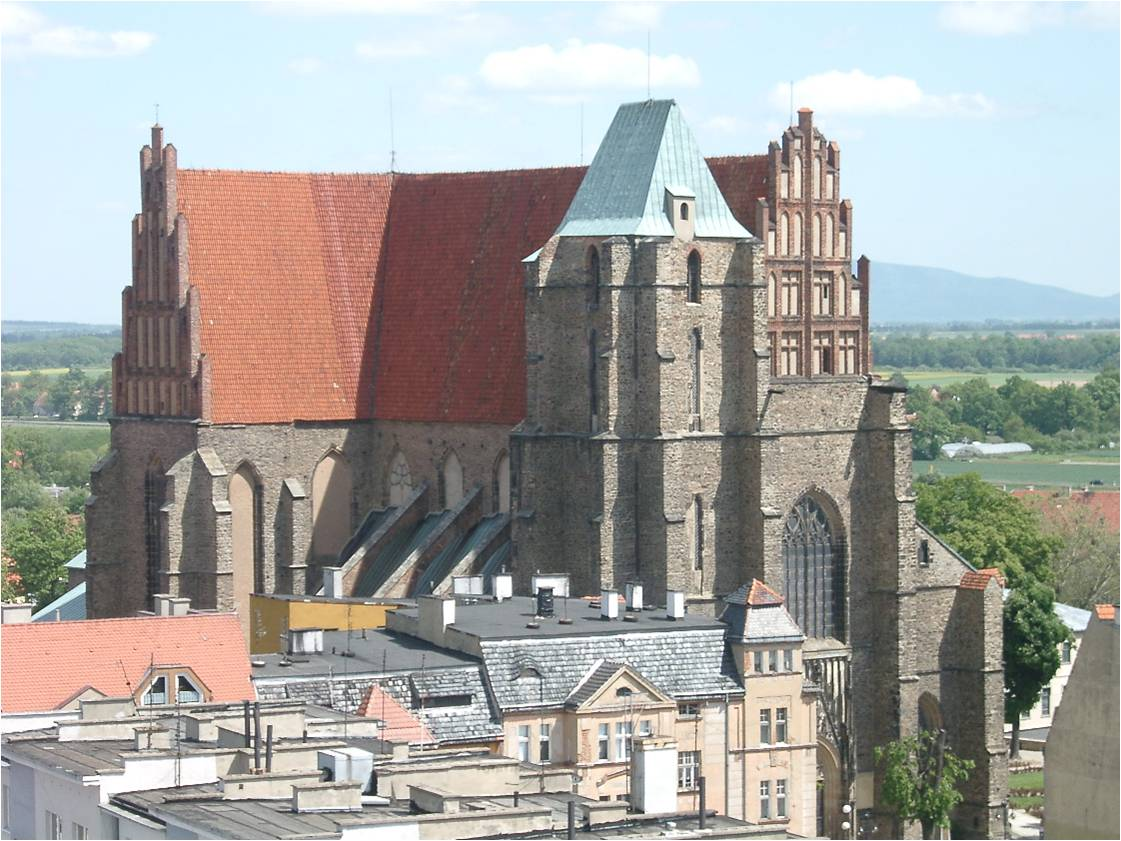
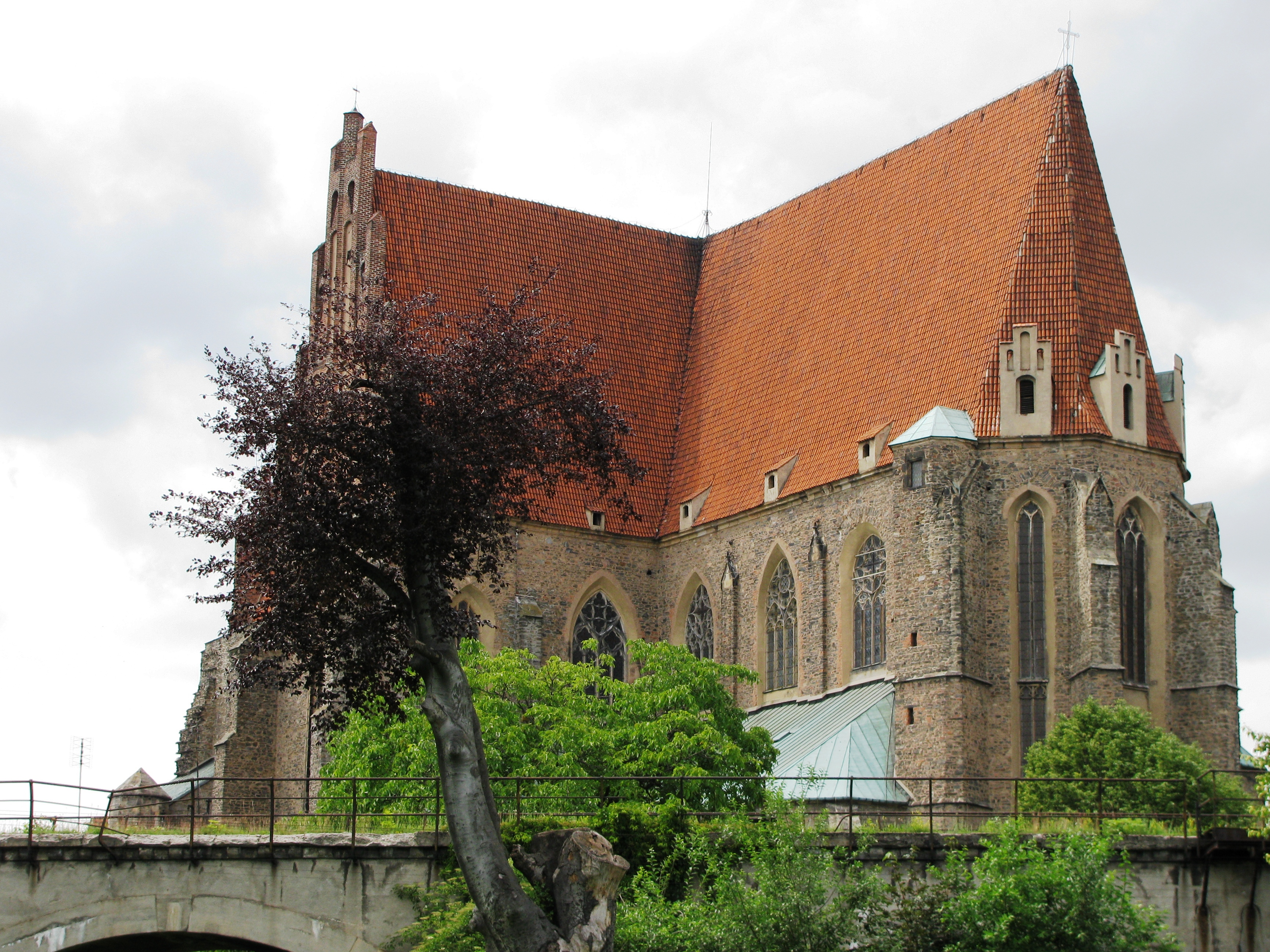
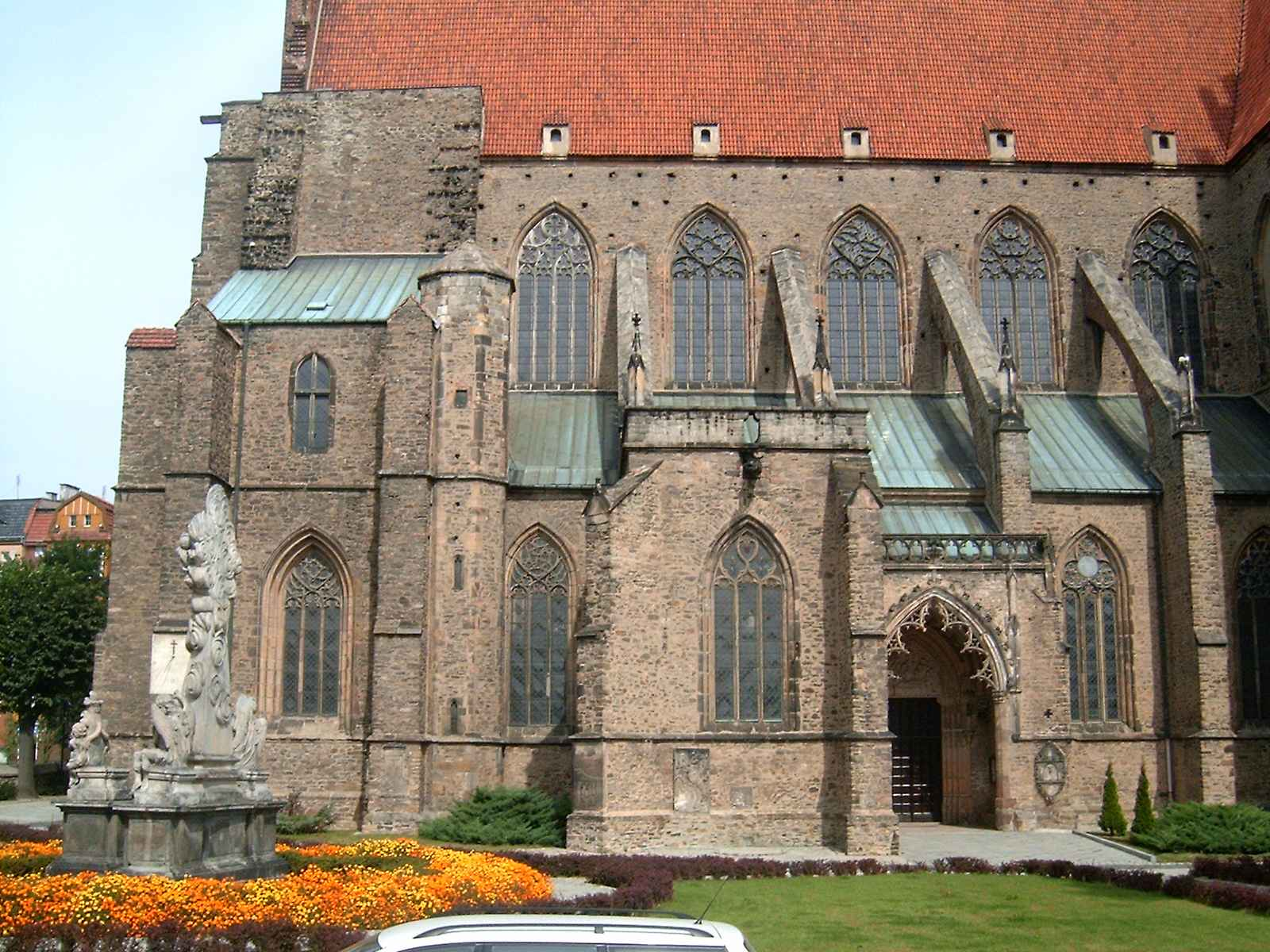